# صامد غيلان
صامد غيلان، صحفي ومنشط إذاعي وتلفزي مغربي، يعمل حاليا في قناة دوزيم.

## مسيرته
بذأ صامد غيلان مسيرته الإعلامية وهو في سن السابعة، حيث بدأ في الشركة الوطنية للإذاعة والتلفزة مع برنامج «القناة الصغيرة» حتى سن الثالثة عشر من عمره.